# Torngat Mountains
Torngat Mountains er en bjergkæde i Canada. Den ligger i provinsen provinsen Newfoundland og Labrador, på den nordligste spids af Labrador-halvøen, i den østlige del af landet, 1.700 km nordøst for hovedstaden Ottawa.
Torngat Mountains strækker sig 58 km i sydvestlig-nordøstlig retning. Den højeste top er Mount Caubvick, der er 1.652 meter over havet.
En del af Torngat Mountains National Park udgøres af bjergkæden, som den har navn efter.
Topografisk indgår følgende toppe i Torngat Mountains:
| Rank | Name                 | m     |
| ---- | -------------------- | ----- |
| 1    | Mount Caubvick       | 1652  |
| 2    | Torngarsoak Mountain | 1595  |
| 3    | Cirque Mountain      | 1568  |
| 4    | Peak 5100 (24I/16)   | 1554+ |
| 5    | Peak 5074            | 1547  |
| 6    | Mount Erhart         | 1539  |
| 7    | Jens Haven           | 1531  |
| 8    | Peak 5000 (24P/01)   | 1524+ |
| 9    | Peak 5000 (24I/16)   | 1524+ |
| 10   | Innuit Mountain      | 1509  |

## Eksterne kilder og henvisninger
- Torngat Mountains
- Fotogalleri fra bjergkæden Arkiveret 13. marts 2016 hos  Wayback Machine

58°53′N 63°43′V / 58.88°N 63.72°V